# Crayon Physics Deluxe
Crayon Physics Deluxe (англ. Олівцева фізика) — інді-гра, випущена Petri Purho 7 січня 2009 року. На Фестивалі Незалежних ігор (Independent Games Festival) 2008 гра отримала гран-прі ($20000).
Мета гри — за допомогою кулі зібрати зірку чи (на піздніх рівнях) кілька зірок. Головна особливість гри в тому, що гравець не має прямого контролю над кулею, він може лише малювати за допомогою мишки фігури, що, взаємодіючи з кулею або іншими об'єктами за законами фізики, повинні допомогти гравцю в досягненні мети. Таким чином, гра нагадує одночасно пазл в дусі Marble Madness і адвенчури на кшталт Okami.
У 2007 і 2008 роках виходили безкоштовні попередні версії гри.